# Smile (álbum de The Yellow Monkey)
Smile (estilizado em minúsculas como smile) é o quarto álbum de estúdio da banda japonesa de rock The Yellow Monkey, lançado em 1 de fevereiro de 1995 pela TRIAD.

## Recepção
Foi o primeiro álbum da banda a se destacar nas paradas, alcançando a quarta posição na Oricon Albums Chart e a quinta na Billboard Japan. Em maio de 1995, foi certificado disco de ouro pela RIAJ por vender mais de 100 mil cópias.

## Faixas
| N.º            | Título                                                      | Duração |  |
| 1.             | "Smile"                                                     | 3:23    |  |
| 2.             | "Mary ni Kuchizuke" (マリーにくちづけ)                      | 3:43    |  |
| 3.             | "Love Communication"                                        | 5:01    |  |
| 4.             | "Psychedelic Blue" (サイケデリック・ブルー)                 | 4:30    |  |
| 5.             | "See-Saw Girl"                                              | 4:14    |  |
| 6.             | "Arasoi no Machi" (争いの街)                                | 6:39    |  |
| 7.             | "Eden no Yoru ni" (エデンの夜に)                            | 4:59    |  |
| 8.             | "Yeh Yeh Cosmetic Love" (イエ・イエ・コスメティック・ラヴ)  | 3:24    |  |
| 9.             | "Venus no Hana" (ヴィーナスの花)                            | 4:15    |  |
| 10.            | ""I""                                                       | 3:37    |  |
| 11.            | "Hard Rain"                                                 | 6:28    |  |
| 12.            | "Nagekunari Waga Yoru no Fantasy" (嘆くなり我が夜のFantasy) | 4:27    |  |
| 13.            | "Nettaiya" (熱帯夜)                                         | 4:45    |  |
| Duração total: | Duração total:                                              | 59:30   |  |

## Créditos
The Yellow Monkey
- Kazuya "Lovin" Yoshii – vocais
- Hideaki "Emma" Kikuchi – guitarra
- Yoichi "Heesey" Hirose – baixo
- Eiji "Annie" Kikuchi – bateria